# Popis masonskih velikih loža u Aziji i Oceaniji
Slobodno zidarstvo je prisutno u nekim državama Azije i Oceanije. U svakoj državi je prisutna po jedna regularna velika loža priznata od Ujedinjene velike lože Engleske, dok je više od jedne velike lože liberalnog i adogmatskog ustroja prisutno u nekim državama.

## Afganistan
Rad slobodnih zidara u Afganistanu je zabranjen.

## Australija
- U Australiji djeluje šest regularnih velikih loža po saveznim državama i teritorijima:
  -  Ujedinjena velika loža Novog Južnog Walesa i Teritorija australskog glavnog grada (engl. United Grand Lodge of New South Wales and the Australian Capital Territory)[1] djeluje u saveznoj državi Novi Južni Wales te Teritorij australskog glavnog grada.
  -  Ujedinjena velika loža Queenslanda (United Grand Lodge of Queensland), skraćeno UGLQ,[2] djeluje u saveznoj državi Queensland.
  -  Velika loža Južne Australije i Sjevernog teritorija (Grand Lodge of South Australia and Northern Territory)[3] djeluje u saveznoj državi Južna Australija te Sjevernom teritoriju.
  -  Velika loža Tasmanije (Grand Lodge of Tasmania)[4] djeluje u saveznoj državi Tasmanija.
  -  Ujedinjena velika loža Viktorije (United Grand Lodge of Victoria)[5] djeluje u saveznoj državi Victoria.
  -  Velika loža Zapadne Australije (Grand Lodge of Western Australia)[6] djeluje u saveznoj državi Zapadna Australija.
- Velika loža Škotske ima dvije kotarske velike lože na području Australije:
  - Kotarska velika loža Zapadne Australije (District Grand Lodge of Western Australia), skraćeno DGLWA.[7]
  - Kotarska velika loža Zapadne Australije, Kotar Goldfields (District Grand Lodge of Western Australia, Goldfields District)[8]
- Australska skupina loža (Group of Lodges Australia) je skupina loža u strukturi Ujedinjene velike lože Engleske (UGLE).
- Australska federacija "Le Droit Humain" (Le Droit Humain Australian Federation)[9] je ogranak međunaronog Le Droit Humain-a.
- Velika loža Queenslanda (Grand Lodge of Queensland)[10] djeluje u saveznoj državi Queensland. Članstvo: SOGLIA.

## Bahrein
Rad slobodnih zidara u Bahreinu je zabranjen.

## Bangladeš
Ne postoji velika loža u Bangladešu.

## Brunej
Ne postoji velika loža u Bruneju.

## Butan
Ne postoji velika loža u Butanu.

## Fidži
- Skupina loža Jugozapadnog Pacifika (Group of Lodges South West Pacific) je skupina loža u strukturi Ujedinjene velike lože Engleske (UGLE).

## Filipini
- Velika loža Filipina (engl. Grand Lodge of the Philippines)[11] je regularna velika loža u Filipinima.
- Velika nacionalna loža Filipina (špan. Gran Logia Nacional de Filipinas), skraćeno GLNF.[12] Članstvo: ICUGL.
- Velika suverena loža filipinskog arhipelaga (špan. Gran Logia Soberana del Archipiélago Filipino), skraćeno GLSdAF.[13] Članstvo: SOGLIA.
- Kotarska velika loža Dalekog istoka (engl. District Grand Lodge of the Far East) je kotarska velika loža u strukturi Velike lože Škotske (GLS) koja djeluje u Hong Kongu, Japanu, Južnoj Koreji i Filipinima.
- Neovisna velika loža slobodnih i prihvaćenih zidara filipinskih otoka (engl. Independent Grand Lodge of Free and Accepted Masons of the Philippine Islands), skraćeno IGLPI.[14]

## Francuska Polinezija
- Regularna velika loža Tahitija i arhipelaga (fran. Grande Loge Régulière de Tahiti et des Archipels), skraćeno GLRT,[15] je regularna velika loža na okoku Tahiti u Francuskoj Polineziji.
- Pokrajina Tahiti (Province de Tahiti Nui) je administrativna regija na okoku Tahiti u strukturi Nacionalne velike lože Francuske (GLNF).[16]
- Velika loža Francuske ima svoje lože u Francuskoj Polineziji.

## Hong Kong
- Kotarska velika loža Hong Konga i Dalekog istoka (engl. District Grand Lodge of Hong Kong and the Far East) je kotarska velika loža u Hong Kongu u strukturi Ujedinjene velike lože Engleske (UGLE).
- Kotarska velika loža Dalekog istoka (engl. District Grand Lodge of the Far East) je kotarska velika loža u strukturi Velike lože Škotske (GLS) koja djeluje u Hong Kongu, Japanu, Južnoj Koreji i Filipinima.
- Pokrajinska velika loža Dalekog istoka (engl. Provincial Grand Lodge of the Far East), skraćeno PGLFE,[17] je pokrajinska velika loža u strukturi Velike lože Irske (GLI) koja djeluje u Hong Kongu, Kini i Makau.

## Indija
- Velika loža Indije (engl. Grand Lodge of India)[18] je regularna velika loža u Indiji.
- Ujedinjena velika loža Engleske ima četiri kotarske velike lože na području Indije:
  - Kotarska velika loža Bengala (District Grand Lodge of Bengal)[19]
  - Kotarska velika loža Mumbaija (District Grand Lodge of Bombay)[20]
  - Kotarska velika loža Sjeverne Indije (District Grand Lodge of Northern India)
  - Kotarska velika loža Chennaija (District Grand Lodge of Madras)[21]
- Kotarska velika loža Indije (District Grand Lodge of Indija), skraćeno DGLI,[22] je kotarska velika loža u Indiji u strukturi Velike lože Škotske (GLS).
- Velika loža gornje Indije (Grand Lodge of Upper India), skraćeno GLUI.[23]
- Velika ujedinjena loža Južne Indije. Članstvo: ICUGL.
- Pokrajinska velika loža Irske u Indiji (engl. Provincial Grand Lodge of Ireland in India) je pokrajinska velika loža u Indiji u strukturi Velike lože Irske (GLI).

## Indonezija
Rad slobodnih zidara u Indoneziji je zabranjen od početka 1960-ih.

## Irak
Rad slobodnih zidara u Iraku je zabranjen.

## Iran
Rad slobodnih zidara u Iranu je zabranjen nakon Iranske revolucije.
- Velika loža Irana u progonstvu (engl. Grand Lodge of Iran in Exile)[24] je muška velika loža koja djeluje u Massachusettsu.

## Istočni Timor
- Legalna/Regularna velika loža Portugala ima jednu ložu u Istočnom Timoru.

## Izrael
- Velika loža Države Izrael (hebr. הלשכה הגדולה למדינת ישראל)[25][26][27] je regularna velika loža u Izraelu.
- Velika loža "Jeruzalem" drevnih i prihvaćenih slobodnih zidara u Državi Izrael (הלשכה הגדולה "ירושליםשל בונים חופשיים במדינת ישראל).[28] Članstvo: CGLEM.
- Izraelska pionirska federacija "Le Droit Humain" je ogranak međunaronog Le Droit Humain-a.

## Japan
- Velika loža Japana (japa. 日本グランドロッジ)[29] je regularna velika loža u Japanu.
- Kotarska velika loža Dalekog istoka (engl. District Grand Lodge of the Far East) je kotarska velika loža u strukturi Velike lože Škotske (GLS) koja djeluje u Hong Kongu, Japanu, Južnoj Koreji i Filipinima.
- Japanska pionirska loža "Le Droit Humain" je ogranak međunaronog Le Droit Humain-a.[30]

## Jemen
Rad slobodnih zidara u Jemenu je zabranjen.

## Jordan
- Velika loža Škotske (GLS) ima tri lože u Jordanu.

## Južna Koreja
- Kotarska velika loža Dalekog istoka (engl. District Grand Lodge of the Far East) je kotarska velika loža u strukturi Velike lože Škotske (GLS) koja djeluje u Hong Kongu, Japanu, Južnoj Koreji i Filipinima.

## Kambodža
- Velika loža međunarodnih pokrajina (fran. Grande Loge de District International) je pokrajinska velika loža u strukturi Nacionalne velike lože Francuske (GLNF) koja djeluje u Tajlandu, Singapuru, Kambodži i Libanonu.[16]
- Velika loža Francuske ima svoje lože u Kambodži.

## Katar
Rad slobodnih zidara u Kataru je zabranjen.

## Kazahstan
- Velika loža Kazahstana (kaza. Қазақ Жоғары Ложасы; rusk. Великая Ложа Казахстана)[31][32][33] je muška velika loža u Kazahstanu.

## Kina
- Pokrajinska velika loža Dalekog istoka (engl. Provincial Grand Lodge of the Far East), skraćeno PGLFE,[17] je pokrajinska velika loža u strukturi Velike lože Irske (GLI) koja djeluje u Hong Kongu, Kini i Makau.

## Kirgistan
- Velika loža Rusije ima dvije lože u Kirgistanu.

## Kuvajt
Rad slobodnih zidara u Kuvajtu je zabranjen.

## Laos
Ne postoji velika loža u Laosu.

## Libanon
- Velika ujedinjena libanonska loža (engl. Grand Unified Lebanese Lodge)[34] je muška velika loža u Libanonu. Članstvo: CLIPSAS, ICUGL, UMM.
- Velika loža cedara (fran. Grande Loge des Cèdres).[35] Članstvo: CLIPSAS, UMM.
- Velika loža središnjeg Libanona (fran. Grande Loge centrale du Liban). Članstvo: CLIPSAS, UMM.
- Velika loža Beit El (engl. Grand Lodge Bet-El).[36] Članstvo: CLIPSAS.
- Velika mješovita loža Libanona  (fran. Grande Loge Mixte du Liban) Članstvo: CLIPSAS.
- Veliki orijent Kanaana (fran. Grand Orient de Canaan).[37] Članstvo: CLIPSAS.
- Pokrajinske velike lože u Libanonu u strukturi regularnih velikih loža:
  - Kotarska velika loža Libanona (engl. District Grand Lodge of Lebanon), skraćeno DGLL,[38] je kotarska velika loža u Libanonu u strukturi Velike lože Škotske (GLS).
  - Kotarska velika loža Sirije i Libanona (engl. District Grand Lodge of Syria-Lebanon)[39] je kotarska velika loža u strukturi Velike lože Države New York (GLNY) koja djeluje u Siriji i Libanonu.
  - Velika loža međunarodnih pokrajina (fran. Grande Loge de District International) je pokrajinska velika loža u strukturi Nacionalne velike lože Francuske (GLNF) koja djeluje u Tajlandu, Singapuru, Kambodži i Libanonu.[16]
- Veliki orijent Libanona (arap. الشرق الاكبر اللبناني).[40] Članstvo: SOGLIA.
- Velika pravedna loža Libanona. Članstvo: SOGLIA.

## Makao
- Pokrajinska velika loža Dalekog istoka (engl. Provincial Grand Lodge of the Far East), skraćeno PGLFE,[17] je pokrajinska velika loža u strukturi Velike lože Irske (GLI) koja djeluje u Hong Kongu, Kini i Makau.

## Maldivi
Rad slobodnih zidara u Maldivima je zabranjen.

## Malezija
- Kotarska velika loža Istočnog arhipelaga (engl. District Grand Lodge of Eastern Archipelago), skraćeno DGLEA,[41] je kotarska velika loža u strukturi Ujedinjene velike lože Engleske (UGLE) koja djeluje u Maleziji, Singapuru i Tajlandu.
- Kotarska velika loža Srednjeg istoka (engl. District Grand Lodge of the Middle East)  je kotarska velika loža u strukturi Velike lože Škotske (GLS) koja djeluje u Maleziji, Singapuru i Tajlandu.
- Pokrajinska velika loža Jugoistočne Azije (engl. Provincial Grand Lodge of South East Asia), skraćeno PGLSEA,[42] je pokrajinska velika loža u strukturi Velike lože Irske (GLI) koja djeluje u Maleziji, Singapuru i Tajlandu.
- Velika loža Malezije (Grand Lodge of Malaysia). Članstvo: SOGLIA.

## Mjanmar
- Kotarska velika loža Burme (engl. District Grand Lodge of Burma) je kotarska velika loža u Mjanmaru u strukturi Ujedinjene velike lože Engleske (UGLE).

## Mongolija
Ne postoji velika loža u Mongoliji.

## Nepal
Ne postoji velika loža u Nepalu.

## Nova Kaledonija
- Pokrajina Nova Kaledonija (fran. Province de Nouvelle-Calédonie) je administrativna regija u Novoj Kaledoniji u strukturi Nacionalne velike lože Francuske (GLNF).[16]
- Velika loža Francuske ima svoje lože u Novoj Kaledoniji.

## Novi Zeland
- Velika loža Novog Zelanda (engl. Grand Lodge of New Zealand)[43] je regularna velika loža u Novom Zelandu.
- Ujedinjena velika loža Engleske ima dvije kotarske velike lože na području Novog Zelanda:
  - Kotarska velika loža Sjevernog otoka Novog Zelanda (District Grand Lodge of North Island, New Zealand)[44]
  - Kotarska velika loža Južnog otoka Novog Zelanda (District Grand Lodge of South Island, New Zealand)[45]
- Velika loža Škotske ima dvije kotarske velike lože na području Novog Zelanda:
  - Kotarska velika loža Sjevernog otoka Novog Zelanda (District Grand Lodge of North Island, New Zealand)
  - Kotarska velika loža južnog Novog Zelanda (District Grand Lodge of New Zealand South)
- Pokrajinska velika loža Novog Zelanda (Provincial Grand Lodge of New Zealand)[46] je pokrajinska velika loža u Novom Zelandu u strukturi Velike lože Irske (GLI).

## Oman
Rad slobodnih zidara u Omanu je zabranjen.

## Pakistan
- Kotarska velika loža Pakistana (engl. District Grand Lodge of Pakistan) je kotarska velika loža u Pakistanu u strukturi Ujedinjene velike lože Engleske (UGLE).

## Palestina
Ne postoji velika loža u Palestini.

## Papua Nova Gvineja
- Ujedinjena velika loža Engleske ima jednu ložu u Papua Novoj Gvineji.

## Saudijska Arabija
Rad slobodnih zidara u Saudijskoj Arabiji je zabranjen.

## Singapur
- Kotarska velika loža Istočnog arhipelaga (engl. District Grand Lodge of Eastern Archipelago), skraćeno DGLEA,[47] je kotarska velika loža u strukturi Ujedinjene velike lože Engleske (UGLE) koja djeluje u Maleziji, Singapuru i Tajlandu.
- Kotarska velika loža Srednjeg istoka (engl. District Grand Lodge of the Middle East)  je kotarska velika loža u strukturi Velike lože Škotske (GLS) koja djeluje u Maleziji, Singapuru i Tajlandu.
- Pokrajinska velika loža Jugoistočne Azije (engl. Provincial Grand Lodge of South East Asia), skraćeno PGLSEA,[42] je pokrajinska velika loža u strukturi Velike lože Irske (GLI) koja djeluje u Maleziji, Singapuru i Tajlandu.
- Velika loža međunarodnih pokrajina (fran. Grande Loge de District International) je pokrajinska velika loža u strukturi Nacionalne velike lože Francuske (GLNF) koja djeluje u Tajlandu, Singapuru, Kambodži i Libanonu.[16]

## Sirija
- Kotarska velika loža Sirije i Libanona (engl. District Grand Lodge of Syria-Lebanon)[39] je kotarska velika loža u Siriji u strukturi Velike lože Države New York (GLNY). Djeluje još i u Libanonu.

## Sjeverna Koreja
Rad slobodnih zidara u Sjevernoj Koreji je zabranjen.

## Šri Lanka
- Kotarska velika loža Šri Lanke (engl. District Grand Lodge of Sri Lanka)[48] je kotarska velika loža u Šri Lanci u strukturi Ujedinjene velike lože Engleske (UGLE).
- Pokrajinska velika loža Šri Lanke (engl. Provincial Grand Lodge of Sri Lanka)[49] je pokrajinska velika loža u Šri Lanci u strukturi Velike lože Irske (GLI).
- Veliko nadstojništvo Šri Lanke (engl. Grand Superintendent of Sri Lanka) je veliko nadstojništvo u Šri Lanci u strukturi Velike lože Škotske (GLS).

## Tadžikistan
Ne postoji velika loža u Tadžikistanu.

## Tajland
- Veliki orijent Tajlanda je velika loža u Tajlandu.[50] Članstvo: CLIPSAS (bivši).
- Kotarska velika loža Istočnog arhipelaga (engl. District Grand Lodge of Eastern Archipelago), skraćeno DGLEA,[51] je kotarska velika loža u strukturi Ujedinjene velike lože Engleske (UGLE) koja djeluje u Maleziji, Singapuru i Tajlandu.
- Kotarska velika loža Srednjeg istoka (engl. District Grand Lodge of the Middle East)  je kotarska velika loža u strukturi Velike lože Škotske (GLS) koja djeluje u Maleziji, Singapuru i Tajlandu.
- Pokrajinska velika loža Jugoistočne Azije (engl. Provincial Grand Lodge of South East Asia), skraćeno PGLSEA,[42] je pokrajinska velika loža u strukturi Velike lože Irske (GLI) koja djeluje u Maleziji, Singapuru i Tajlandu.
- Velika loža međunarodnih pokrajina (fran. Grande Loge de District International) je pokrajinska velika loža u strukturi Nacionalne velike lože Francuske (GLNF) koja djeluje u Tajlandu, Singapuru, Kambodži i Libanonu.[16]
- Velika loža Francuske ima svoje lože u Tajlandu.

## Tajvan
- Velika loža Kine (mand. 中國美生總會)[52] je regularna velika loža u Republici Kina (Tajvan).

## Turkmenistan
Ne postoji velika loža u Turkmenistanu.

## Ujedinjeni Arapski Emirati
Ne postoji velika loža u Ujedinjenim Arapskim Emiratima.

## Uzbekistan
Ne postoji velika loža u Uzbekistanu.

## Vijetnam
- Velika loža Francuske ima svoje lože u Vijetnamu: Ho Ši Min.